# 青木征洋
青木征洋（あおき まさひろ、男性、1984年（昭和59年）10月22日 - ）は、日本の音楽プロデューサー、作曲家、ギタリスト、ベーシスト、エンジニア。大阪府出身。株式会社ViViX代表。東京大学工学部卒。Godspeedという名義でも知られる。

## 経歴
中学生までクラシックピアノを習っていたが、1998年のB'zのベスト・アルバム『Pleasure』『Treasure』の影響を受けエレクトリック・ギターに転向、テクニカルなギタリストに傾倒する。ギター演奏のための伴奏を作るべく、DTMも開始。同時にゲーム音楽にも親しむ。東京大学に進学後、同人音楽の存在を知り、2004年に同人音楽のレーベル「ViViX」を設立。2005年にはa2cらとギタリスト5人のグループ「G5 Project」を始動させる。
大学卒業後の2008年、株式会社カプコンに入社。『戦国BASARA』シリーズや『ロックマンXover』のメインコンポーザーを務める。2011年には同僚の北川保昌とユニット「ROCK-MEN」を結成、アルバムを2枚発表。2013年にギタリスト集団「G.O.D.(GUITARIST ON DEMAND)」を結成、またG5 Projectも2014年1月発売のアルバム『G5 2013』がオリコンアルバムデイリーランキング8位に入るなど、ゲーム音楽以外の活動も活発化させる。
2014年3月31日をもってカプコンを退社。フリーランスとして『ストリートファイターV』等のゲーム音楽に関わりつつ、自身のレーベルViViXの活動を本格化。
2016年に株式会社TaWaRaと作家契約を締結。2018年には同社との契約を解消し、株式会社ViViXを設立。

## おもな参加作品

### 作編曲
ゲーム
- 2006年 - くるくるトンズラン ※任天堂ゲームセミナー2006 生徒作品
- 2006年 - 花男と花女 ※任天堂ゲームセミナー2006 生徒作品
- 2009年 - モンスターハンター3
- 2010年 - 戦国BASARA3
- 2012年 - ロックマンXover
- 2014年 - 戦国BASARA4
- 2014年 - モンスターハンターオンライン（中国語: 怪物猎人Online）
- 2015年 - CHUNITHM
  - 「Gate of Fate」提供
- 2015年 - Mighty No. 9
- 2016年 - Lost in Harmony
- 2016年 - ストリートファイターV
- 2016年 - GITADORA Tri-Boost
  - 「Blaze」提供
- 2017年 - THE KING OF FIGHTERS '98 ULTIMATE MATCH Online
  - ver2.0プロモ曲「拳魂覚醒」作編曲（中国国内のみ）、ボーカルはKIHOW（MYTH & ROID）
- 2017年 - Contra: Return
  - Paul Gilbertとユンディ・リのソロバトル曲サウンドプロデュース（中国国内のみ）
- 2017年 - ファイナルファンタジー レコードキーパー
  - FF4「最後の闘い」、FF6「死闘」、FF7「もっと急げ！」編曲を担当
- 2018年 - モンスターストライク
  - FF9「破滅への使者」ストリングスアレンジを担当
- 2018年 - ストリートファイターV アーケードエディション
- 2018年 - 太鼓の達人 ブルーver
  - 「第六天魔王」提供（黒沢ダイスケと共作）
- 2018年 - GITADORA Matixx
  - 「busy come, busy go!!」提供、ボーカルはKIHOW
- 2018年 - CHUNITHM STAR PLUS
  - 「Gate of Doom」提供
- 2018年 - Final Fantasy XV Multiplayer: Comrades
- 2019年 - 太鼓の達人 ブルーver 
  - 「天下統一録」提供（黒沢ダイスケと共作）
- 2019年 - テイルズオブアスタリア
- 2019年 - Astral Chain
- 2020年 - 僕のヒーローアカデミア One's Justice2
- 2020年 - 太鼓の達人 ニジイロver
  - 「幕末維新譚」提供（黒沢ダイスケと共作）
- 2021年 - ディズニー ミュージックパレード
  - 「フック船長はエレガント」編曲（ボーカルはカイ・ハンセン）[6]
- 2022年 - オンゲキbright
  - 「Diamond Dust」提供
- 2022年 - CHUNITHM NEW PLUS
  - 「Scythe of Death」提供
- 2022年 - 太鼓の達人 ニジイロver
  - 「神竜 〜Shinryu〜」提供（あず♪との共作）
- 2022年 - Bayonetta 3
- 2022年 - GITADORA FUZZ-UP
  - 「Q転直下」提供
- 2023年 - オンゲキbright MEMORY
  - 「FestA of PandemoniuM」提供（山本真央樹と共作）
- 2023年 - 僕のヒーローアカデミア ULTRA RUMBLE
- 2024年 - マーベルライバルズ Marvel Rivals

アニメ他
- 2016年 - ファントム オブ キル -Zeroからの反逆-
  - モックアップの作成、ミキシング
- 2017年 - メイドインアビス
  - OP主題歌「Deep in Abyss」の作曲を担当（KanadeYUKと共作）
- 2022年 -くノ一ツバキの胸の内
  - 第六話ED主題歌「あかね組活動日誌　〜寅班〜」（作曲: 白戸佑輔）の編曲を担当
- 2023年 - グッド・ナイト・ワールド
  - ED主題歌「salvia」の作編曲を担当

### ギター演奏
ゲーム
- 2015年 - Mighty No.9
- 2016年 - モンスターストライク
  - フォックスメタル あとひといきBGM
- 2017年 - UNDER NIGHT IN-BIRTH Exe:Late[st]
  - OP主題歌（作曲: 来兎）
- 2017年 - Deemo
  - 「Am I delicious?」「モノクロの風」（作編曲: Yamajet）
- 2017年 - ダンジョンに出会いを求めるのは間違っているだろうか 〜メモリア・フレーゼ〜
  - 主題歌「Ivy」（作曲: 鹿乃、hirao 編曲: カワイヒデヒロ）
- 2018年 - VOEZ
  - 「科学者の帰還」（作編曲: 来兎）

アルバム
- 2011年 - We are ROCK-MEN!
- 2012年 - We are ROCK-MEN!2

アニメ、ドラマ他
- 2009年 - 11 eyes
- 2015年 - リスクの神様
- 2017年 - ヤマノススメ おもいでプレゼント
  - 主題歌「おもいでクリエイターズ」のギターを担当

## 主な出演・登壇
- 2013年 - カプコンサウンドの創り方（@Apple Store 心斎橋）
- 2014年 - TOKYO GUITAR SHOW（@ベルサール渋谷ガーデン）
- 2014年 - 楽器フェア2014（@東京ビッグサイト）
- 2014年 - iMacで完結するスマートな音楽制作（@Apple Store 銀座）
- 2016年 - MAGFest（ワシントンD.C.にて開催）
- 2016年 - CEDEC2016「打ち込みが生演奏を超えた日」（@パシフィコ横浜）[7]
- 2016年 - 楽器フェア2016（@東京ビッグサイト）[8]
- 2017年 - VIDEO GAME ORCHESTRA（@昭和女子大学人見記念講堂）
- 2017年 - InterBEE「ネットワークソリューションで切り拓くこれからの制作環境の未来」（@幕張メッセ）[9]
- 2018年 - JAEPO2018、SEGA音ゲーライブ（@幕張メッセ）